# Campionat de França de Rugbi Top-14 2012-2013
El Campionat de França de Rugbi Top-14 2010-2011 està organitzat per la Lliga Nacional de Rugbi de França. El vigent campió és l'Stade Toulousain que guanyà l'Escut de Brennus dues vegades consecutives. La competició s'inicià el 17 d'agost de 2012 i acabà el 2 de juny de 2013 on el Castres Olympique assolí el títol de campió contra el Rugby Club Toulonnais.

## Fase preliminar
| Clubs                 | SUA     | AB      | BO      | USBB    | CO      | ASM     | FCG     | SM      | MHRC    | USAP    | RM92    | SF      | RCT     | ST      |
| --------------------- | ------- | ------- | ------- | ------- | ------- | ------- | ------- | ------- | ------- | ------- | ------- | ------- | ------- | ------- |
| SU Agen               |         | 20 – 30 | 19 – 25 | 19 – 15 | 14 – 22 | 11 – 18 | 32 – 26 | 9 – 3   | 9 – 13  | 23 – 15 | 20 – 24 | 20 – 28 | 9 – 15  | 22 – 9  |
| Aviron Bayonnais      | 37 – 16 |         | 6 – 6   | 22 – 11 | 22 – 12 | 6 – 13  | 31 – 24 | 39 – 13 | 32 – 26 | 13 – 10 | 18 – 25 | 24 – 11 | 33 – 28 | 6 – 35  |
| Biarritz Olympique    | 16 – 11 | 15 – 16 |         | 25 – 22 | 15 – 9  | 32 – 28 | 33 – 16 | 35 – 10 | 27 – 8  | 15 – 3  | 11 – 23 | 52 – 17 | 9 – 36  | 22 – 17 |
| US Bordeaux Bègles    | 48 – 17 | 39 – 13 | 16 – 0  |         | 13 – 16 | 24 – 28 | 28 – 29 | 40 – 7  | 15 – 23 | 26 – 22 | 15 – 22 | 30 – 22 | 41 – 0  | 32 – 34 |
| Castres Olympique     | 20 – 9  | 31 – 10 | 28 – 13 | 23 – 23 |         | 16 – 13 | 30 – 13 | 44 – 17 | 26 – 20 | 38 – 36 | 31 – 10 | 44 – 13 | 25 – 20 | 16 – 18 |
| Clermont Auvergne     | 66 – 21 | 48 – 3  | 19 – 12 | 67 – 3  | 37 – 10 |         | 44 – 20 | 56 – 3  | 36 – 18 | 53 – 31 | 13 – 12 | 28 – 25 | 24 – 21 | 39 – 17 |
| FC Grenoble           | 27 – 13 | 9 – 6   | 34 – 21 | 19 – 9  | 14 – 12 | 10 – 17 |         | 52 – 7  | 9 – 16  | 28 – 23 | 27 – 13 | 26 – 12 | 25 – 24 | 15 – 6  |
| Stade montois         | 16 – 28 | 33 – 36 | 18 – 19 | 12 – 17 | 15 – 31 | 6 – 14  | 32 – 14 |         | 17 – 30 | 17 – 31 | 9 – 34  | 28 – 30 | 15 – 29 | 12 – 16 |
| Montpellier HRC       | 32 – 15 | 29 – 22 | 33 – 10 | 15 – 13 | 19 – 12 | 13 – 8  | 23 – 6  | 32 – 16 |         | 50 – 22 | 15 – 17 | 54 – 19 | 25 – 32 | 10 – 8  |
| USA Perpinyà          | 39 – 13 | 18 – 13 | 33 – 28 | 26 – 16 | 20 – 21 | 26 – 19 | 20 – 18 | 15 – 6  | 30 – 19 |         | 17 – 13 | 32 – 16 | 15 – 31 | 34 – 20 |
| Racing Club de France | 40 – 6  | 15 – 10 | 13 – 12 | 18 – 7  | 29 – 28 | 12 – 6  | 23 – 3  | 16 – 17 | 12 – 16 | 23 – 19 |         | 23 – 15 | 21 – 23 | 26 – 27 |
| Stade Français        | 20 – 13 | 21 – 13 | 36 – 23 | 30 – 14 | 20 – 20 | 10 – 37 | 35 – 6  | 42 – 14 | 32 – 16 | 34 – 24 | 19 – 16 |         | 11 – 43 | 28 – 24 |
| Rugby Club Toulonnais | 43 – 21 | 59 – 0  | 50 – 15 | 42 – 12 | 33 – 12 | 26 – 26 | 39 – 3  | 15 – 9  | 51 – 6  | 46 – 13 | 15 – 19 | 24 – 19 |         | 35 – 16 |
| Stade Toulousain      | 62 – 13 | 42 – 6  | 19 – 14 | 33 – 32 | 23 – 22 | 30 – 22 | 57 – 7  | 37 – 22 | 27 – 9  | 18 – 19 | 32 – 13 | 43 – 16 | 32 – 9  |         |

## Classificació
| Classificació general del Top 14 | Classificació general del Top 14 | Classificació general del Top 14 | Classificació general del Top 14 | Classificació general del Top 14 | Classificació general del Top 14 | Classificació general del Top 14 | Classificació general del Top 14 | Classificació general del Top 14 | Classificació general del Top 14 | Classificació general del Top 14 | Classificació general del Top 14 | Classificació general del Top 14 | Classificació general del Top 14 | Classificació general del Top 14 |
| Class.                           | Clubs                            | Pts                              | J                                | G                                | E                                | P                                | B0                               | BD                               | pf                               | pc                               | p±                               | af                               | ac                               | a±                               |
| -------------------------------- | -------------------------------- | -------------------------------- | -------------------------------- | -------------------------------- | -------------------------------- | -------------------------------- | -------------------------------- | -------------------------------- | -------------------------------- | -------------------------------- | -------------------------------- | -------------------------------- | -------------------------------- | -------------------------------- |
| 1.                               | Clermont Auvergne                | 91                               | 26                               | 19                               | 1                                | 6                                | 8                                | 5                                | 779                              | 418                              | 361                              | 81                               | 32                               | 49                               |
| 2.                               | Rugby Club Toulonnais            | 90                               | 26                               | 18                               | 1                                | 7                                | 11                               | 5                                | 779                              | 456                              | 323                              | 69                               | 33                               | 36                               |
| 3.                               | Stade Toulousain                 | 79                               | 26                               | 17                               | 0                                | 9                                | 7                                | 4                                | 702                              | 501                              | 201                              | 67                               | 37                               | 30                               |
| 4.                               | Castres Olympique                | 74                               | 26                               | 15                               | 2                                | 9                                | 4                                | 6                                | 599                              | 489                              | 110                              | 49                               | 33                               | 16                               |
| 5.                               | Montpellier HRC                  | 73                               | 26                               | 16                               | 0                                | 10                               | 5                                | 4                                | 570                              | 520                              | 50                               | 52                               | 38                               | 14                               |
| 6.                               | Racing Club de France            | 73                               | 26                               | 16                               | 0                                | 10                               | 2                                | 7                                | 512                              | 431                              | 81                               | 32                               | 28                               | 4                                |
| 7.                               | USA Perpinyà                     | 61                               | 26                               | 13                               | 0                                | 13                               | 2                                | 7                                | 593                              | 607                              | -14                              | 50                               | 48                               | 2                                |
| 8.                               | Aviron Bayonnais                 | 57                               | 26                               | 12                               | 1                                | 13                               | 2                                | 5                                | 467                              | 609                              | -142                             | 32                               | 54                               | -22                              |
| 9.                               | Biarritz Olympique               | 57                               | 26                               | 12                               | 1                                | 13                               | 2                                | 5                                | 505                              | 540                              | -35                              | 36                               | 40                               | -4                               |
| 10.                              | Stade Français                   | 54                               | 26                               | 12                               | 1                                | 13                               | 2                                | 2                                | 578                              | 691                              | -113                             | 42                               | 60                               | -18                              |
| 11.                              | FC Grenoble                      | 54                               | 26                               | 12                               | 0                                | 14                               | 1                                | 5                                | 480                              | 606                              | -126                             | 37                               | 60                               | -23                              |
| 12.                              | US Bordeaux Bègles               | 47                               | 26                               | 8                                | 1                                | 17                               | 5                                | 8                                | 561                              | 584                              | -23                              | 51                               | 44                               | 7                                |
| 13.                              | SU Agen                          | 31                               | 26                               | 6                                | 0                                | 20                               | 0                                | 7                                | 423                              | 709                              | -286                             | 34                               | 67                               | -33                              |
| 14.                              | Stade Montois                    | 16                               | 26                               | 2                                | 0                                | 24                               | 1                                | 7                                | 374                              | 761                              | -387                             | 22                               | 80                               | -58                              |

## Fase final
| Lliguetes prèvies a semifinals | Lliguetes prèvies a semifinals | Lliguetes prèvies a semifinals |
| ------------------------------ | ------------------------------ | ------------------------------ |
| Stade Toulousain               | 33 – 19                        | Racing Club de France          |
| Castres Olympique              | 25 – 12                        | Montpellier HRC                |

| Semifinals            | Semifinals | Semifinals       |
| --------------------- | ---------- | ---------------- |
| Rugby Club Toulonnais | 24 – 9     | Stade Toulousain |
| Castres Olympique     | 25 – 12    | Montpellier HRC  |

| Final                 | Final   | Final             |
| --------------------- | ------- | ----------------- |
| Rugby Club Toulonnais | 14 – 19 | Castres Olympique |

| Campió            |
| ----------------- |
| Castres Olympique |